# Campeonato Regional Leonés de 1924
El Campeonato Regional Leonés de 1924 fue una competición futbolística disputada en la Región de León y en la de Castilla la Vieja, organizada por la recientemente creada Federación Regional Castellano Leonesa de Clubs de Football. Se invitó a participar a los diferentes equipos de fútbol que integraban la zona como primera competición oficial existente en la región.
El torneo dilucidó en adelante el campeón regional a contender en el Campeonato de España, a semejanza del resto de campeonatos regionales. Sin embargo esta primera edición no pudo finalizarse a tiempo por lo que ningún equipo pudo acceder al campeonato nacional hasta la edición siguiente.
Disputados dos grupos, el leonés y el castellano, en forma de liguilla de todos contra todos, en él participaron la Unión Deportiva Española —quien fue el vencedor final—, la Cultural y Deportiva Leonesa y la Cultural Deportiva Zamorana por parte leonesa, y la Academia de Caballería, la Sociedad Deportiva Sporting La Salle, el Club Deportivo Español, la Unión Deportiva Luises y la Española Football Club por el lado castellano.
Como el representante castellano, la Academia de Caballería de Valladolid, renunció a disputar el partido final entre el ganador del grupo castellano y el del grupo leonés, la Unión Deportiva Española de Salamanca, se proclamó campeón a este último equipo, y a esta primera edición se la denomina como Campeonato Regional Leonés. Las siguientes siete ediciones son conocidas como Campeonato Regional Castellano-Leonés.

## Desarrollo
El grupo de León estaba conformado por tres equipos, y el de Castilla la Vieja por cinco equipos. Conservamos los datos de la competición en el grupo leonés, mas no en el castellano.

El 14 de mayo de 1924 se recibió a la U. D. Española en el Teatro Bretón de Salamanca con todos los honores por haberse proclamado campeón. La alineación más frecuente del equipo en este torneo estuvo formada por: Priede; Helguera, Abando; Mújica, Montejo, Ruiz; Asurza, Sánchez Rico, Marcos, Pío y Redondo.

### Participantes
| Equipos participantes | Equipos participantes | Equipos participantes | Equipos participantes  | Equipos participantes | Equipos participantes | Equipos participantes | Equipos participantes |
| --------------------- | --------------------- | --------------------- | ---------------------- | --------------------- | --------------------- | --------------------- | --------------------- |
| U. D. Española        | Cultural Leonesa      | Cultural Zamorana     | Academia de Caballería | Sporting La Salle     | C. D. Español         | U. D. Luises          | Española F. C.        |

### Grupo leonés
|    |  | Grupo Leonés      | PJ | G | E | P | GF | GC | Dif. | Pts | Notas          |
| -- |  | ----------------- | -- | - | - | - | -- | -- | ---- | --- | -------------- |
| 1. |  | U. D. Española    | 4  | 3 | 0 | 1 | 13 | 8  | +5   | 6   | Campeón leonés |
| 2. |  | Cultural Leonesa  | 4  | 2 | 0 | 2 | 8  | 5  | +3   | 4   |                |
| 3. |  | Cultural Zamorana | 4  | 1 | 0 | 3 | 2  | 9  | -7   | 2   |                |

### Grupo castellano
|    |  | Grupo Castellano       | PJ | G | E | P | GF | GC | Dif. | Pts | Notas              |
| -- |  | ---------------------- | -- | - | - | - | -- | -- | ---- | --- | ------------------ |
| 1. |  | Academia de Caballería | 0  | 0 | 0 | 0 | 0  | 0  | +0   | 0   | Campeón castellano |
| 2. |  | Sporting La Salle      | 0  | 0 | 0 | 0 | 0  | 0  | +0   | 0   |                    |
| 3. |  | C. D. Español          | 0  | 0 | 0 | 0 | 0  | 0  | -0   | 0   |                    |
| 4. |  | U. D. Luises           | 0  | 0 | 0 | 0 | 0  | 0  | -0   | 0   |                    |
| 5. |  | Española F. C.         | 0  | 0 | 0 | 0 | 0  | 0  | -0   | 0   |                    |

### Final
| 13 de mayo de 1924                                        | U. D. Española | –       | Academia de Caballería | Desconocido, Desconocida |  |
|                                                           |                | Reporte |                        |                          |  |
| El Academia de Caballería renunció a disputar el partido. |                |         |                        |                          |  |

|                        |
| Campeón U. D. Española |
| 1.er título            |